# 元祖!大食い王決定戦
『元祖!大食い王決定戦』（がんそ・おおぐいおうけっていせん、The Battle of Big Eaters）は、テレビ東京系列のバラエティ番組（特別番組）である。かつては、春と秋にゴールデンタイムで王座決定戦が、夏と冬に午前中や昼間などのゴールデンタイムでない時間帯で地方での女性限定新人戦の模様が放送されていた。同局のバラエティ番組『TVチャンピオン』の「全国大食い選手権」シリーズを継承している。
現在は、タイトルから『元祖!』を外し、『大食い女王決定戦』『最強大食い王決定戦』として放送されている。本記事では、『元祖!大食い王決定戦』前後のテレビ東京で放送された同様のバラエティ番組についても取り扱う。

## 大食い企画の歴史
テレビ東京の大食い競技番組は、1989年から1991年に『日曜ビッグスペシャル』（現在の『日曜ビッグバラエティ』）枠の一企画として「全国大食い選手権」が不定期に計5回（後述参照）放送されたのが始まりである。その好評を受けて、「大食い選手権」を独立したレギュラー番組として昇華させたのが長寿番組『TVチャンピオン』である。レギュラー向けに様々な競技企画が生み出されていった中でも、「大食い選手権」は同番組内での最大の人気企画であり続け、TVチャンピオンでは姉妹企画「早食い選手権」も放送された。他の民放局でも類似の企画が行われるなど大食い、早食いブームの先駆けとなった。しかし2002年に愛知県内で中学生が給食を早食いして窒息死する事故が発生した。この影響で「大食い選手権」シリーズは、TBS系列で放送されていた『フードバトルクラブ』とともに、2002年春から放送自粛を余儀なくされた。『フードバトルクラブ』は放送を再開することなく打ち切りとなった。
その後、安全対策を万全にした、と主張した上で2005年4月11日に、『元祖!大食い王決定戦』のタイトルで復活した。2005年 - 2006年は半年に1回、2007年 - 2017年までは年に4-5回程度のペースで放送。なお、当番組は『TVチャンピオン』→『TVチャンピオン2』とは完全に別番組の扱いとなっていた。
しかし、2011年3月11日に東日本大震災が発生した影響により2011年4月3日の放送予定が取りやめられ、2012年4月8日放送分（震災前の2011年2月に収録されたもの）まで1年間の休止を余儀なくされた。
2014年6月22日にはテレビ東京の開局50周年特別企画として、初の世界大会となる『国別対抗!大食い世界一決定戦』が放送された。
2018年は1月1日に放送されていた『国別対抗!大食い世界一決定戦』の放送が行われず、1月上旬に放送を予定していた『元祖!大食い王決定戦 全国縦断 新女王発掘戦〜岡山・大分・福島・三重編』は開催中止となった。また、例年春に放送される女性限定の「女王戦」、6月下旬から7月上旬に放送される夏の「新人戦」も行われなかったが、2018年9月17日に、これまでの内容をリニューアルした『大食い女王決定戦2018』が11か月ぶりに放送された。その後は、『元祖!』時代よりも放送ペースを落としつつも、年に1回ないし2回の放送を行っている。2023年以降は、毎年ゴールデンウィークに放送される。
2020年4月からは、本番組から派生した番組として『デカ盛りハンター』が放送されている。

## ルール
以下は『元祖!大食い王決定戦』時代のルールを示す。『TVチャンピオン』時代も、ほぼ以下のルールに則る。『最強大食い王決定戦』時代に変更されたルールについては後述する。
- 前大会の優勝者に加え、新人戦の優勝者、予選会の成績優秀者、番組推薦の選手など、8～9名ほどの選手が本戦に参加する[注 3]。日本各地や海外を移動しながら大食い勝負を行い、選手を絞っていく。決勝で料理を最も多く食べた選手が優勝となり、大食い王[注 4]（2006年春からの女性限定戦の優勝者は爆食女王）の栄誉と、優勝旗（2014年春までは丼型のトロフィー）および賞金100万円（『TVチャンピオン』時代以前は50万円）が贈られる。
- 各勝負では制限時間（多くの場合45分[注 5]、決勝・完食勝負は60分[注 6]）以内に、指定された料理・食材をどれだけ食べられるかを競う。多くの場合、食べた量の最も少ない1名が脱落していく。『TVチャンピオン』時代は、「制限時間（主に30分）以内に、一定の量用意された料理・食材を全て食べきる。完食できなければ失格」という「早食い」ルールも存在した。一時期廃止されていたが、「完食勝負」と形を変えて復活している。
  - 2012年春の女王戦から2013年春の女王戦まで、及び2016年秋の最強戦、2017年春の女王戦にて実施された「完食勝負」は、基本的に国内の一回戦・二回戦で行われる[注 7][注 8]。5～10品程度用意された駅弁、スイーツ、ご当地グルメなどを指定された順番で食べる[注 9]。制限時間は60分[注 10]で、食べた量の最も少ない1名が脱落というのは通常ルールと同じだが、全員が全品を完食出来た場合は脱落者無しとなり、次の勝負での脱落者が1名増える。また、料理・食材は通常食べている席まで運ばれるが、このルールでは少し離れたところまで自分で取りに行くこともある。2017年春の女王戦では準々決勝にて、ハワイ・オアフ島のクロノア牧場を船や自動車なども使用しながら走破し、5つのチェックポイントにて大食いする「ハワイグルメ5種マラソン勝負」として行われた。
  - 2013年秋の最強戦からは、一回戦では本選出場者がほぼ均等になるように2チームに分けられる。それぞれのチームが異なった料理・食材で勝負を行い、最下位各1名が脱落する。チーム分けの方法は、それぞれの回によってくじ引き、早い者勝ちの自己申告制など異なっている。
  - 2013年秋の最強戦から2014年秋の最強戦まで、及び2016年秋の最強戦は、二回戦では2名脱落のルールで行われる。2016年秋の最強戦の二回戦は、一回戦の脱落者が無かったため脱落者がさらに増え、9名中4名が脱落となった。
  - 2015年秋の最強戦では初めて、大会開催時点での前大会の優勝者および女性限定戦の優勝者は、国内戦はシードとして免除され、海外からの参加となった。国内戦では見届け人の立場となる。
  - 2016年春の女王戦では、日本人選手7名[注 11]に加え、台湾と中国から1名ずつ招待選手が参戦した。
  - 2016年春の女王戦及び2016年秋の最強戦では、日本人選手が優勝した場合は、次回（2017年1月放送）の『国別対抗!大食い世界一決定戦』の日本代表選手に内定した。
  - 2017年秋の最強戦では、従来の一回戦で行われた2チーム制勝負が予選の最終関門戦となり、国内での本選は初戦の1勝負のみが行われた[注 12]。
- 料理・食材の量は、勝負ごとにどの食器にも一定になるように乗せられる。完食した記録は、基本的に食べきった食器の数と総重量で表される。当落ライン上で判定が微妙な場合は、食べ残した量を計量して勝敗を決する。正確な計量が難しい料理・食材で、目分量でほぼ差がないと認められた場合は同着の判定が下ることもある。
- 試合終了の瞬間、口の中に入れていたものは食べたとみなされるが、口の外にあるものは無効となる。
- 料理・食材は充分に用意されるが、万一料理等が枯渇したり調理が間に合わない場合には「急きょ代用の料理・食材を調達する」「競技中断」「ノーコンテストで脱落者無し」など、その時によって対応が異なる。
- 最下位争いが同着とみなされたり、料理・食材が食べ尽くされた際にノーコンテストの裁定が下されたりした場合には脱落者無しとなる。この場合には次の勝負での脱落者が1名増える。また、勝ち残った選手が都合により大会参加を途中辞退した場合に、敗者復活の措置がとられることもある。
- 料理・食材によっては、主食や付け合せ、調味料などが提供される。味覚を変えることで食欲を呼び起こす狙いから、番組内では「味変（あじへん）」と呼ばれている。味変は選手が自由に利用できるが、味変をいくら食べたとしても記録には一切加算されない。
- 体調を整えるための一時的な起立や、常識的な範囲での脱衣、屋外での勝負において身体を冷ますため水を頭からかぶる、などの行為も認められている。
- 決勝戦は3名[注 13][注 14]によるラーメン勝負が定番となっている。海外での決勝でも現地のラーメン店が商品を提供する。ラーメンやうどんなどがテーマの勝負は、熱々の料理が提供されているが、やけど防止のためにスープや汁は飲まなくてよいルールとなっている[注 15]。勝負序盤ではMCが食後の丼の中を網ですくい、食べ残しがないかをチェックしている。
- 先述の事故を教訓として、「大食いは健康であれ!」「危険な早食いは厳禁!」「食べ物に感謝を!」という「大食い3ヶ条」を定めており、番組冒頭で必ず説明される。『TVチャンピオン』時代は早食いは推奨されており、大食い選手権とは別に早食い選手権も開催されていた。また、番組途中からは大食いは限られた人だけができるものとして一般の人は真似をしないようこちらも番組冒頭で必ず呼びかけるようになった[注 16]。「自分で無理なくできる範囲で大食いをする」事が基本である。2005年秋に見届けゲストだった片岡鶴太郎が「大食いは神に許された者だけができる競技」と表現し、以後の大会では中村やナレーターのささきがこの言葉を引用していた。
- 参加者全員に健康診断を行い、健康状態に問題がある場合は競技に参加させない事になっている。出場者によれば健康診断は非常に簡単なものであり、出場者の中には摂食障害であることを告白している者もいた[5][6][7]。また、競技中も医師が随行しており、健康状態に問題があると認められる場合はドクターストップをかけ、リタイアさせることもある[注 17]。初期は、競技中に中村が随時「（通過人数の）○人までに入ればいいんですからね」などと無理をしないように呼び掛けていた。
- 『TVチャンピオン』とは異なり、この番組では「ラウンド」や「ステージ」という表現を使用せずに、「（漢数字で）○回戦」「準々決勝」「準決勝」「決勝」と表現している。また、脱落する事を「リタイア」ではなく「ご帰宅」と表現している。
  - 後述の女王戦または最強戦の後半戦は日本国外で競技が行なわれることが多いが、この場合は脱落者はご帰宅ではなくお世話係に降格になり、その後の競技ではスタッフとして選手のケアを担当する（すぐに帰国できないためであり、実質の罰ゲームでもある）。ただし、ドクターストップで脱落し、その後の様態が回復しない場合は即帰国となる。

### 『最強大食い王決定戦』時代のルール
『元祖!』時代のルールを継承しているが、内容がリニューアルされ、特に2018年秋と2019年秋は大きくルールが異なった。女性優勝者の称号は、『元祖!』時代の「爆食女王」から「大食い女王」となった。
- 2018年秋『大食い女王決定戦』では、「参加人数が20名（勝ち抜け人数は20→12→8→5→3→1）」「過去の爆食女王・強豪選手（レジェンド）vs近年の有力選手・予選会の通過者（新人）の戦い[注 18]」「8年ぶりにすべて国内での勝負」「制限時間が30分・45分・60分で不定」「ラーメン勝負が2回戦で行われ、決勝戦はご飯の友勝負」など、大会進行方法や勝負形式が大きく変更された。また、「大食い3ヶ条」の紹介がなく[注 19]、実質的な早食い勝負も行われた（準決勝「高崎絶メシマラソン勝負」）。
- 2019年秋『大食い女王決定戦』では、近年の有力選手および新人の「令和の新星」8名をラーメン60分勝負で4名に絞り、さらにデカ盛りグルメ60分勝負で決勝に進む1名を決定。決勝では、「令和」の勝者が「平成の四天王」（菅原初代、佐藤綾里、佐藤ひとみ、もえのあずき）から対戦したい1名と、料理を指名する。「令和の新星」勝者の小野あこが「平成の四天王」から菅原初代を指名し、ラーメン60分勝負を行った。
  - 2019年秋では対決企画の他にも、当番組で活躍する鈴木隆将 、新井義人、もえのあずきが未だに成功者のいないデカ盛りチャレンジメニューに挑む「デカ盛り道場破り」、佐藤綾里が寂れた商店街を大食いで応援する「大食いで日本を元気にしよう!」の企画も放送された。
- 2020年1月以降の大会では、有力選手および予選通過者をほぼ均等に3～4グループに分け、各45分（2022年1月まで）または30分（2023年春以降）のグループリーグ戦を実施。グループリーグ戦を勝ち抜いた選手が準決勝を行い（2021年、2022年は準決勝を省略）、最終的に残った3名（2023年春以降は4名）が決勝のラーメン60分勝負を行う。一部の料理・食材を除き、料理は全国のチェーン店が提供する。グループリーグ戦の料理の提供店は下表のリンク先の記事を参照[注 20]。
  - 2021年夏からは、大会で選手が食べた料理の合計量と同じ重さのお米が、番組から児童福祉施設などに寄付される。

| 放送時期  | 番組名                | 参加人数 | グループリーグ戦                                                                                          | 準決勝                                                                          | 決勝                                      | 備考 |
| --------- | --------------------- | -------- | --- | ------------------------------------------------------------------------------- | ----------------------------------------- | --- |
| 2020年1月 | 最強大食い王決定戦    | 18名     | 肉（ステーキ・6→2）、米（マグロ寿司・6→2）、麺（蕎麦・6→2）                                               | デカ盛り丼（90分完食勝負、6→3）                                                 | げんこつラーメン（らあめん花月嵐）（3→1） | 海外から招待選手3名が参加。                                                                              |
| 2020年秋  | 大食い女王決定戦      | 13名     | 肉（しゃぶしゃぶ・4→2）、米（カツカレー・5→2）、 パン（ハンバーガー・4→2）                                | ニンジン（準々決勝、60分、7→5） 巨大BBQ串（60分、5→3）                          | 蒙古タンメン（蒙古タンメン中本）（3→1）   | 新人・優勝未経験者限定戦。 グループリーグ戦は上位2名と敗者復活1名が通過。                                |
| 2021年夏  | 最強大食い女王決定戦  | 15名     | 肉（ハンバーグ・5→1）、米（親子丼・5→1）、魚（回転寿司・5→1）                                             | なし                                                                            | 長崎ちゃんぽん（リンガーハット）（3→1）   | |
| 2022年1月 | 新春!大食い女王決定戦 | 15名     | 中華（餃子・5→1）、和食（牛めし・5→1）、洋食（ピザ・5→1）                                                 | なし                                                                            | こってりラーメン（天下一品）（3→1）       | 新人限定戦。                                                                                             |
| 2023年春  | 最強大食い王決定戦    | 16名     | フィッシュ（寿司・4→2）、ライス（親子丼・4→2）、 ミート（ハンバーグ・4→2）、フライ（チキンワッフル・4→2） | しゃぶしゃぶ（どん亭、45分、4→2）、 10m細巻き寿司（桃太郎すし、45分、4→2）      | こってりラーメン（来来亭）（4→1）         | 海外から招待選手4名が参加。 準決勝は8名が2グループ（各4名）に分かれての勝負。                            |
| 2024年春  | 最強大食い王決定戦    | 14名     | フィッシュ（寿司・4→2）、ライス（タルタルのり弁当・4→2）、 ミート（リブロースステーキ・4→2）              | ピザ（ピザーラ、45分、4→2）、 チーズバーガー（ドムドムハンバーガー、45分、4→2） | 鶏中華そば（中華そば髙野）（4→1）         | 海外から招待選手3名が参加。内2名は準決勝からのシード。 準決勝は8名が2グループ（各4名）に分かれての勝負。 |
| 2025年春  | 最強大食い王決定戦    | 14名     | 和食（寿司・4→2）、洋食（包み焼きハンバーグ・4→2）、 中華（焼餃子とライス・4→2）                          | しゃぶしゃぶ（ゆず庵、45分、4→2）、 Xフライドポテト（ミニストップ、45分、4→2）  | 肉そば（丸源ラーメン）（4→1）             | 海外から招待選手3名が参加。内2名は準決勝からのシード。 準決勝は8名が2グループ（各4名）に分かれての勝負。 |

## 大会ごとの特徴
- 『元祖!大食い王決定戦』時代は、1月上旬と6月下旬または7月上旬に放送される年2回の新女王発掘戦（新人女性限定、以下「新人戦」）と、3月下旬または4月上旬（2017年は5月中旬）に放送される女王戦（Queens Match）、そして9月下旬または10月上旬に放送される最強戦（男女混合）（Kings Match）と、四半期・クールごとの年4回が放送されていた。なお新女王発掘戦と女王戦は文字通り女性限定であるため、男性は結果的に最強戦にしか出場権が無い。
  - 女王戦と最強戦においては、その時点での爆食女王（女王戦優勝者）と大食い王（最強戦優勝者）は予選を免除され、本戦へのシード出場権を得る。
  - 女王戦と最強戦では、本選に先立って、東京および大阪で予選が開催される[注 22][注 23]。2016年秋の最強戦では岩手での東北予選、2017年春の女王戦では福岡予選も開催された。それぞれの予選（第2代表決定戦、最終代表決定戦を含む）の勝者や、好成績を残し、将来性も期待された上で番組からの推薦を得た者が本戦への出場権を得る。予選の模様は、通常、本選放送日の前日の昼に放送される。
  - 新人戦は、まず全国3～4カ所で地方予選を行い、それぞれの代表を決定する。代表選手同士による決勝（女王戦・最強戦と異なり45分）で勝利した者が優勝、新人王となる[注 24]。新人王も、次に開催される女王戦または最強戦の予選を免除され、本戦へのシード出場権を得る。
  - 新人戦は、過去に最強戦・女王戦の本戦（『TVチャンピオン』時代は含まない）に出場したことがない者のみエントリーできる規定となっている。そのため一定以上の実力がありつつも優勝を逃している者は、この新人戦において地方予選やその代表などとして複数の放送に亘って姿を見かける場合がある。
  - 2010年9月放送分では、初の試みとして「男子新人王戦」が最強戦に先立って開催され、その模様が東西予選・本戦放送の前日（9月25日）に放送された。またその優勝者が（翌日放送の）最強戦の本戦に男性新人王として出場した。なお同大会では前回優勝の王者・佐藤綾里は引退を表明（2012年秋に撤回し復活）し、また女王・菅原初代は女王戦で初の三連覇を成し遂げたことにより「殿堂入り」となったことで、それぞれ出場しなかった。また、過去の本戦決勝戦進出経験者も出場しなかった。2012年9月放送分からは再び出場できるようになった。
  - 2014年の春の女王戦及び秋の最強戦は、それぞれ前年までに本選出場経験のない選手のみが参加できる「爆食ニューヒロイン誕生戦」（女性限定）、「新世代最強戦」（男女混合）として開催された。なお、この年の女王戦の優勝者は、従来の「爆食女王」とは別枠の爆食ニューヒロインとして扱われたため、2015年春の女王戦「新爆食女王襲名戦」においては歴代の爆食女王の一人には数えられなかった（番組公式サイトでの紹介より）。
- 2014年6月には、テレビ東京の開局50周年特別企画として、世界大会となる『国別対抗!大食い世界一決定戦』（World Campionships）が放送された。以降、2017年までに4回開催された。すべての回で、決勝は日本対アメリカの対戦、4連続アメリカが優勝という結果となった。
  - 第1回大会の参加国は日本、アメリカ、ドイツ、タイの4ヵ国。各国4名の代表選手を選出し、ニューヨークでトーナメント形式の本選を行った。本選は参加国の協議によりすべて30分勝負で、1対1、2対2（2名が食べた合計で勝負する）、1対1の3本勝負で行うが、どちらかが2連勝した場合でも3本目の試合も行われた。
  - 第2回大会（2015年1月放送）の参加国は日本、アメリカ、オーストラリア、中国の4ヵ国。前回同様の試合形式で、ロサンゼルスでトーナメント形式の本選を行った。
  - 第3回大会（2016年1月放送）の参加国は日本、アメリカ、台湾、イギリスの4ヵ国。前回同様の試合形式で、ニューヨークで本選を行った。2連覇中のアメリカはシードとなり、他の3ヵ国によるリーグ予選の勝者と決勝で争う形式となった。
  - 第4回大会（2017年1月放送）の参加国は日本、アメリカ、オーストラリア、イギリスの4ヵ国。前回同様の試合形式で、ニューヨークで本選を行った。4ヵ国総当たりのリーグ戦を行い、上位2ヵ国が決勝で争う形式となった。

## 出演
太字は、2025年5月現在の出演者。

### MC
メインMC
スタジオMCを除き、本戦での進行・実況を担当。
- 梨元勝 - 『日曜ビッグスペシャル』時代に松本明子と共に出演。
- 乱一世 - 『日曜ビッグスペシャル』時代および『TVチャンピオン』時代の初期に松本明子と共に出演。
- 松本明子 - 『日曜ビッグスペシャル』時代から『TVチャンピオン』時代（スタジオMC）まで出演。『TVチャンピオン』時代の初期はラウンドMCも務めた。
- 田中義剛 - 『TVチャンピオン』時代。スタジオMC。
- 東ちづる - 『TVチャンピオン』時代。スタジオMC。
- 中村ゆうじ - 1994年1月の『TVチャンピオン お正月スペシャル 世界大食い選手権』にて、大食い企画に初登場。『TVチャンピオン』時代はラウンドMC、『元祖!大食い王決定戦』時代からはメインMCを務めた。2013年までは本名の「中村有志」で出演[注 25]。2016年春の女王戦を最後に、22年務めた番組MCを勇退した[8][9]。その後、2023年8月20日放送の『デカ盛りハンター』にて、ネイサンズ国際ホットドッグ早食い選手権の密着レポーターとしてテレビ東京の大食い番組に復帰[10]。『最強大食い王決定戦2024』にて、予選および決勝のSP実況として8年ぶりに当番組に出演した[11]。『最強大食い王決定戦2025』でも予選MCとして出演。
- 照英 - 2014年6月の第1回『国別対抗!大食い世界一決定戦』にて、予選MCおよび本選見届け人として初登場。『元祖!大食い王決定戦』では女王戦・最強戦予選のMCを経て、2016年秋の最強戦より2代目のメインMCを務めた[12]。しかし、2017年秋の最強戦を最後に番組リニューアルの影響を受け、メインMCの担当をわずか1年で降板した。
- 高橋みなみ - 2018年秋に完全リニューアルした『大食い女王決定戦2018』から、3代目のメインMCを務める。

サブMC
予選会・サブ企画などの進行・実況を担当。『最強大食い王決定戦』ではメインMCの補助（従来の見届け人に近い立場）も担当。
- 小島秀公（テレビ東京アナウンサー） - 2007年1月より、最強戦・女王戦予選、新人戦地方予選のMCを務めた。『大食い女王決定戦2018』では決勝の実況も担当。
- 渡部建（アンジャッシュ）、にしおかすみこ、坪倉由幸（我が家）、益子卓郎（U字工事）、林家木久蔵、サヘル・ローズ[注 26]、中村昌也、春香クリスティーン、武井壮、団長安田（安田大サーカス）[注 27] - 『元祖!大食い王決定戦』時代に、新人戦の地方予選や、女王戦・最強戦予選のMCを務めた。
- 竹﨑由佳、福田典子（ともにテレビ東京アナウンサー） - 2017年秋の最強戦で、予選最終関門戦のアシスタントを務めた。
- 野沢春日（テレビ東京アナウンサー） - 完全リニューアルした『大食い女王決定戦2018』以降、女王戦予選のMC、および本選の一部でサブMC（実況）を務めた。
- パンサー[注 28] - 『大食い女王決定戦2018』から『最強大食い王決定戦2024』までサブMCを務めた。特に向井慧は、高橋みなみとともに実質的な進行を務めた。
- ユージ[注 29]、勝俣州和、飯尾和樹（ずん）、カミナリ、伊集院光[注 30]、チョコレートプラネット、三四郎[注 31] - 『大食い女王決定戦2018』以降サブMCを務めた。
- 小沢一敬（スピードワゴン） -『大食い女王決定戦2019』にて「大食いで日本を元気にしよう!」企画のMCを務めた。
- アルコ&ピース -  『最強大食い王決定戦2023』以降サブMCを務める。
- モグライダー、マユリカ - 『最強大食い王決定戦2025』にてサブMCを務めた。

### ゲスト
- 片岡鶴太郎、藤岡弘、、U字工事、ボビー・オロゴン、乃木坂46（秋元真夏、堀未央奈）、横澤夏子、岡田結実 ほか - 主に国内本選で見届け人として出演し、選手を応援していた。
- 赤阪尊子、ギャル曽根、白田信幸、菅原初代、佐藤綾里、もえのあずき[注 32]、小林尊 - 当番組の歴代大食い王・爆食女王。勝負の見届け人、もしくはSP解説を務めた。
- 梨花 - 2017年春の女王戦で、ハワイ本選の料理コーディネートに協力した。
- 河北麻友子、本仮屋ユイカ - 『最強大食い女王決定戦2021』にてゲスト出演した。
- 前田敦子、市川紗椰 - 『新春!大食い女王決定戦2022』にてゲスト出演した。
- 稲村亜美、本田望結 - 『最強大食い王決定戦2023』にてゲスト出演した。
- 大友花恋、川端結愛 - 『最強大食い王決定戦2024』にてゲスト出演した。
- 福留光帆、IKKO、山崎怜奈 - 『最強大食い王決定戦2025』にてゲスト出演した。

### 主な出場選手
第一世代
- 伊藤織恵 - 優勝3回(1990秋/1991/1992春)
- 赤阪尊子 - 通称「女王赤阪」 優勝2回(1994/1996食い初め) 甘味大食い女王選手権優勝(1997/2001)
- 岸義行 - 通称「皇帝岸」 優勝2回(1999新人/1999大阪決戦)
- 中嶋広文 - 優勝1回(1996山手線決戦) ネイサンズ国際ホットドッグ早食い選手権初代日本人王者(1996-1998)
- 藤田操 - 通称「野獣藤田」 優勝1回(1998信濃路編)
- 新井和響 - 通称「超特急新井」 早食い日本一決定戦優勝(1999)[注 33] ネイサンズ国際ホットドッグ早食い選手権2代目日本人王者(1999)

第二世代
- 白田信幸 - 通称「ジャイアント白田」 初代絶対王者 優勝3回(2001スーパースター/2006最強/2007最強)
- 射手矢侑大(西川廣幸) - 通称「ドクター射手矢(西川)」 2代目絶対王者 優勝2回(2001新人/2008最強) 前・番組ラーメン最高記録保持者(ラーメン60分33杯完食)
- 小林尊 - 通称「プリンス小林」 優勝1回(2000北海道編) 早食い世界一決定戦優勝(2001) ネイサンズ国際ホットドッグ早食い選手権3代目日本人王者(2000-2006)

第三世代
- 山本卓弥 - 通称「キング山本」 3代目絶対王者 優勝3回(2005新人/2005最強/2013最強) 大食い世界一決定戦日本代表(2014/2015)
- 曽根菜津子 - 通称「ギャル曽根」 初代爆食女王 優勝2回(2006女王/2007女王) 大食い世界一決定戦日本代表(2015)
- 菅原初代 - 通称「魔女菅原」2代目爆食女王 優勝5回 (2008女王/2009女王/2010女王/2019女王/2021最強女王) 大食い世界一決定戦日本代表(2016) 。2023年3月9日逝去[13][14][15]

第四世代
- 佐藤綾里 - 通称「アンジェラ佐藤」 4代目爆食女王[注 34] 優勝3回(2009混合/2013女王/2018女王) 大食い世界一決定戦日本代表(2014)
- 木下智弘 - 通称「ていねい木下」「怪物木下」 優勝2回(2012最強/2025最強) 2023最強戦準優勝 番組完食最重量記録保持者(小籠包12.4kg完食)
- 正司優子 - 通称「トライアスロン正司[注 35]」 3代目爆食女王[注 34] 優勝1回(2012女王)
- 佐藤ひとみ - 通称「ロシアン佐藤」 大食い世界一決定戦日本代表(2014,2016)
- 三宅智子 - 通称「エステ三宅」「三宅社長」 世界一決定戦日本代表(2014)

第五世代
- 鈴木隆将 - 通称「MAX鈴木」 4代目絶対王者 優勝3回(2015絶対王者/2017最強/2020最強) 番組寿司・ラーメン最高記録保持者(寿司30分101皿完食、ラーメン60分35杯完食) 大食い世界一決定戦日本代表(2016,2017)
- もえのあずき - 通称「もえあず」 5代目爆食女王 優勝3回(2015女王/2016女王/2017女王) 大食い世界一決定戦日本代表(2015,2016,2017)
- 渡邉康仁 - 通称「ナベちゃん」 優勝1回(2014新世代最強)
- 谷崎鷹人 - 通称「谷やん」 大食い世界一決定戦日本代表(2015,2017)
- 檜山普嗣 - 通称「檜山先生」 優勝1回(2016第五世代最強) 大食い世界一決定戦日本代表(2017)

第六世代
- 小野かこ - 通称「はらぺこツインズ・姉」 2017夏新人戦優勝 2018女王戦4位[注 36] 2019女王戦「令和の新星」2位
- 小野あこ - 通称「はらぺこツインズ・妹」 2017夏新人戦準優勝 2018女王戦5位[注 36] 2019女王戦「令和の新星」1位
- 新井義人 - 通称「らすかる新井」 2017最強戦準優勝
- 海老原まよい - 通称「えびまよ」 2020新人戦優勝 2021最強女王戦3位
- 河田大志 - 通称「カワザイル」 優勝1回(2023最強)

海外選手
- モリー・スカイラー - 『国別対抗!大食い世界一決定戦』4連覇（アメリカ代表） 2023最強戦3位 2024最強戦準優勝
- ジェフリー・エスパー - 優勝1回(2024最強)
- パトリック・バートレッティ - 2025最強戦3位

### ナレーター
メインナレーター
- 広川太一郎 - 『日曜ビッグスペシャル』時代。
- 田中信夫 - 『TVチャンピオン』時代。
- ささきいさお - 『元祖!大食い王決定戦』時代。
- 大塚芳忠 - 『大食い女王決定戦2018』。
- 服部潤 - 『大食い女王決定戦2019』より[注 37]。
- 中井和哉 - 『大食い女王決定戦2020』より。『大食い女王決定戦2019』『最強大食い王決定戦2020』ではサブナレーターを担当。

サブナレーター
主にルール説明や、料理・食材紹介を担当。
- 関口伸 - 『日曜ビッグスペシャル』及び『TVチャンピオン』時代。選手紹介も担当。
- 大神いずみ - 『元祖!大食い王決定戦』時代。2006年秋の最強戦から2007年秋の最強戦まで。
- 倉野麻里（テレビ東京アナウンサー） - 『元祖!大食い王決定戦』時代。
- 秋元玲奈（テレビ東京アナウンサー） - 同上。
- 末武里佳子（テレビ東京アナウンサー） - 同上。
- 西野志海（テレビ東京アナウンサー） -『大食い女王決定戦2018』。
- 濱田マリ - 『大食い女王決定戦2019』。料理・食材紹介及び「大食いで日本を元気にしよう!」企画を担当。
- 竹﨑由佳（テレビ東京アナウンサー） - 『最強大食い王決定戦2020』。
- 落合福嗣 - 『大食い女王決定戦2020』。一部の試合のナレーションを担当。
- 相内優香（テレビ東京アナウンサー） - 『大食い女王決定戦2020』『新春!大食い女王決定戦2022』。
- 冨田有紀（テレビ東京アナウンサー） - 『最強大食い女王決定戦2021』。
- 中原みなみ（テレビ東京アナウンサー） - 『最強大食い王決定戦2023』。
- 水原恵理（テレビ東京アナウンサー） - 『最強大食い王決定戦2024』。
- 繁田美貴（テレビ東京アナウンサー） - 『最強大食い王決定戦2025』。

## 過去の放送

### 日曜ビッグスペシャル時代（1989年 - 1991年）
| 放送日         | 番組名                                                                          | 優勝者   | 備考      |
| -------------- | ------------------------------------------------------------------------------- | -------- | --------- |
| 1989年11月12日 | 日曜ビッグスペシャル「激食!24時間耐久全国大食い選手権～日本一の大食漢は私です」 | 広瀬剛   | [ 注 38 ] |
| 1990年02月25日 | 日曜ビッグスペシャル「第2回全国大食い選手権～激食サバイバル駅弁死闘編」         | 方喰保弘 |           |
| 1990年06月03日 | 日曜ビッグスペシャル「第3回全国大食い選手権～激食サバイバル香港死闘編」         | 高坂修一 |           |
| 1990年10月14日 | 日曜ビッグスペシャル「第4回全国大食い選手権～花の大江戸名店巡り女死闘編」       | 伊藤織恵 |           |
| 1991年10月27日 | 日曜ビッグスペシャル「全国大食い選手権チャンピオン大会」                        | 伊藤織恵 |           |

### TVチャンピオン時代（1992年 - 2002年）
| 放送日         | 番組名                                                                     | 優勝者     | 備考                |
| -------------- | -------------------------------------------------------------------------- | ---------- | ------------------- |
| 1992年04月16日 | TVチャンピオン「全国大食い選手権」                                         | 伊藤織恵   |                     |
| 1992年07月16日 | TVチャンピオン「第2回全国大食い選手権」                                    | 安達孝行   |                     |
| 1993年04月01日 | TVチャンピオン「第3回全国大食い選手権」                                    | 風間博正   |                     |
| 1993年07月22日 | TVチャンピオン「全国甘味大食い女王選手権」                                 | 吉田由美   | [ 注 39 ]           |
| 1994年01月01日 | TVチャンピオン「お正月スペシャル 世界大食い選手権」                        |            | [ 注 40 ] [ 注 41 ] |
| 1994年04月07日 | TVチャンピオン「第4回全国大食い選手権」                                    | 赤阪尊子   |                     |
| 1995年01月01日 | TVチャンピオン「お正月スーパーバトル 第2回世界大食い選手権」               |            | [ 注 42 ]           |
| 1995年04月06日 | TVチャンピオン「第5回全国大食い選手権」                                    | 鈴木香奈   |                     |
| 1995年10月12日 | TVチャンピオン「第2回全国甘味大食い女王選手権」                            | 野末由美   | 旧姓:吉田           |
| 1996年01月01日 | TVチャンピオン「食い初め・全国大食い選手権」                               | 赤阪尊子   |                     |
| 1996年10月17日 | TVチャンピオン「全国大食い選手権〜山手線一周決戦」                         | 中嶋広文   |                     |
| 1997年04月24日 | TVチャンピオン「第3回全国甘味大食い女王選手権」                            | 赤阪尊子   |                     |
| 1998年04月16日 | TVチャンピオン「全国大食い選手権〜春てんこ盛り湘南・伊豆大食い死闘編」     | 杉山一     |                     |
| 1998年11月12日 | TVチャンピオン「全国大食い選手権〜秋の味覚てんこ盛りバスツアー・信濃路編」 | 藤田操     |                     |
| 1999年02月11日 | TVチャンピオン「男vs女 世紀の対決!どっちが大食い決定戦」                   |            |                     |
| 1999年04月29日 | TVチャンピオン「全国大食い選手権〜春の新人戦」                             | 岸義行     |                     |
| 1999年10月14日 | TVチャンピオン「全国大食い選手権〜大食いオールスター大阪食い倒れ決戦」     | 岸義行     |                     |
| 2000年04月20日 | TVチャンピオン「全国大食い選手権〜春の陣・名古屋決戦」                     | 岩田美雪   |                     |
| 2000年11月30日 | TVチャンピオン「全国大食い選手権〜スーパースター北海道かぶりつき激闘編」   | 小林尊     |                     |
| 2001年04月19日 | TVチャンピオン「全国大食い選手権〜恐るべし!九州縦断ニューフェイス決戦」    | 射手矢侑大 |                     |
| 2001年05月24日 | TVチャンピオン「打倒赤阪!!全国甘味大食い女王選手権」                       | 赤阪尊子   |                     |
| 2001年09月20日 | TVチャンピオン「全国大食い選手権〜スーパースター頂上決戦〜前半戦」         |            |                     |
| 2001年09月27日 | TVチャンピオン「全国大食い選手権〜スーパースター頂上決戦〜後半戦」         | 白田信幸   |                     |
| 2002年01月03日 | TVチャンピオン「大食いスーパースター史上最大のチャレンジマッチ」           |            |                     |
| 2002年03月14日 | TVチャンピオン「元祖!大食い選手権（前編）〜最強新人大発掘キャラバン」      |            |                     |
| 2002年03月21日 | TVチャンピオン「元祖!大食い選手権（後編）〜東海道五十三次食べまくり決戦」  | 船橋稔子   |                     |

### 元祖!大食い王決定戦時代（2005年 - 2017年）
本選とは別日に放送された予選大会および番外編は省略する。本選グランドスラム優勝は、本選の各勝負をすべて1位で通過したことを示す。
| 放送日                                       | 番組名                                                                   | 優勝者       | 備考                                             |
| -------------------------------------------- | ------------------------------------------------------------------------ | ------------ | ------------------------------------------------ |
| 2005年04月11日                               | 元祖!大食い王決定戦〜関八州編                                            | 山本卓弥     |                                                  |
| 2005年11月06日                               | 元祖!大食い王決定戦〜信州・上越編                                        | 山本卓弥     |                                                  |
| 2006年04月02日                               | 元祖!大食い王決定戦 新爆食女王誕生戦〜沖縄編                             | 曽根菜津子   |                                                  |
| 2006年10月01日                               | 元祖!大食い王決定戦 北海秋味 爆食決戦〜北海道編                          | 白田信幸     |                                                  |
| 2007年01月06日                               | 元祖!大食い王決定戦〜札幌・福岡・高松・名古屋編（新人女性大会）          | 菅原初代     |                                                  |
| 2007年04月01日                               | 元祖!大食い王決定戦 ギャル曽根vs新怪物たち 爆食女王限界死闘編〜ハワイ編  | 曽根菜津子   |                                                  |
| 2007年06月30日                               | 元祖!大食い王決定戦〜岡山・新潟・仙台・熊本編（新人女性大会）            | 高橋実桜     |                                                  |
| 2007年09月30日                               | 元祖!大食い王決定戦 爆食頂上決戦〜バリ島編                               | 白田信幸     |                                                  |
| 2008年01月05日                               | 元祖!大食い王決定戦〜盛岡・金沢・愛媛・福岡編（新人女性大会）            | 古川淳美     |                                                  |
| 2008年03月30日                               | 元祖!大食い王決定戦 打倒ギャル曽根！爆食戦国絵巻〜ハワイ編               | 菅原初代     |                                                  |
| 2008年06月28日                               | 元祖!大食い王決定戦 夏の新人戦〜札幌・長崎・長野・富山編（新人女性大会） | 木場泉       |                                                  |
| 2008年09月28日                               | 元祖!大食い王決定戦 新爆食伝説誕生戦〜タイ編                             | 西川廣幸     | 7年ぶりの優勝                                    |
| 2009年01月02日                               | 元祖!大食い王決定戦 新爆食女王発掘戦〜鹿児島・和歌山・高知・愛知編       | 桑野美香     |                                                  |
| 2009年03月29日                               | 元祖!大食い王決定戦 爆食女王 炎の約束〜オーストラリア編                  | 菅原初代     | 本選グランドスラム優勝                           |
| 2009年07月07日                               | 元祖!大食い王決定戦 全国縦断 新女王発掘戦〜福島・広島・岐阜・熊本編      | 渡辺こずえ   |                                                  |
| 2009年09月27日                               | 元祖!大食い王決定戦 最強の名を継ぐ者たち〜マカオ編                       | 佐藤綾里     | 本選グランドスラム優勝                           |
| 2010年01月01日                               | 元祖!大食い王決定戦 全国縦断 新女王発掘戦〜大分・滋賀・鳥取・新潟編      | 白石彩       |                                                  |
| 2010年03月21日                               | 元祖!大食い王決定戦 爆食女神 終わりなき聖戦〜ハワイ編                    | 菅原初代     | 女王戦3連覇、殿堂入り                            |
| 2010年06月26日                               | 元祖!大食い王決定戦 全国縦断 新女王発掘戦〜札幌・宮城・奈良・福岡編      | 堀部佳代子   |                                                  |
| 2010年09月25日                               | 元祖!大食い王決定戦 男子新人戦                                           | 手代木純一   |                                                  |
| 2010年09月26日                               | 元祖!大食い王決定戦 超新星誕生戦〜東北・北海道編                         | 寺坂卓也     |                                                  |
| 2011年01月08日                               | 元祖!大食い王決定戦 全国縦断 新女王発掘戦〜岩手・石川・三重・香川編      | 中橋聡子     |                                                  |
| （東日本大震災の影響により一年間の放送自粛） |                                                                          |              |                                                  |
| 2012年04月08日                               | 元祖!大食い王決定戦 爆食なでしこ乱れ咲き〜ベトナム編                     | 正司優子     |                                                  |
| 2012年07月07日                               | 元祖!大食い王決定戦 全国縦断 新女王発掘戦〜静岡・福井・長崎・高知編      | 松崎沙織     |                                                  |
| 2012年09月30日                               | 元祖!大食い王決定戦 限界を突き抜ける者たち〜マカオ編                     | 木下智弘     | 本選グランドスラム優勝                           |
| 2013年01月05日                               | 元祖!大食い王決定戦 全国縦断 新女王発掘戦〜札幌・和歌山・福岡編          | 松村ひろみ   |                                                  |
| 2013年03月31日                               | 元祖!大食い王決定戦 爆食なでしこ頂上決戦〜ベトナム編                     | 佐藤綾里     | 2度目の本選グランドスラム優勝                    |
| 2013年07月13日                               | 元祖!大食い王決定戦 全国縦断 新怪物発掘戦〜新潟・愛知・島根・宮崎編      | 藤原修司     |                                                  |
| 2013年09月29日                               | 元祖!大食い王決定戦 真!最強伝説〜シンガポール編                          | 山本卓弥     | 5年ぶりの出場で8年ぶりの優勝                     |
| 2014年01月01日                               | 元祖!大食い王決定戦 全国縦断 新女王発掘戦〜長野・滋賀・大分編            | 西田むつき   |                                                  |
| 2014年03月30日                               | 元祖!大食い王決定戦 爆食ニューヒロイン誕生戦〜ハワイ編                   | 服部理沙     | 本選グランドスラム優勝                           |
| 2014年06月22日                               | 国別対抗!大食い世界一決定戦                                              | [ 注 43 ]    | アメリカの優勝                                   |
| 2014年07月05日                               | 元祖!大食い王決定戦 全国縦断 新女王発掘戦〜岩手・石川・奈良・広島編      | 田口裕香     |                                                  |
| 2014年09月28日                               | 元祖!大食い王決定戦 新世代最強戦〜タイ編                                 | 渡邉康仁     |                                                  |
| 2015年01月01日                               | 国別対抗!大食い世界一決定戦                                              | [ 注 44 ]    | アメリカの優勝（2連覇）                          |
| 2015年01月10日                               | 元祖!大食い王決定戦 全国縦断 新女王発掘戦〜福島・静岡・三重・熊本編      | 加藤成美     |                                                  |
| 2015年03月29日                               | 元祖!大食い王決定戦 新爆食女王襲名戦〜フィリピン・セブ島編               | もえのあずき |                                                  |
| 2015年06月27日                               | 元祖!大食い王決定戦 全国縦断 新女王発掘戦〜長野・和歌山・高知・鹿児島編  | 仁井田真由美 |                                                  |
| 2015年09月27日                               | 元祖!大食い王決定戦 新絶対王者襲名戦〜ベトナム編                         | 鈴木隆将     | 本選グランドスラム優勝                           |
| 2016年01月01日                               | 国別対抗!大食い世界一決定戦                                              | [ 注 45 ]    | アメリカの優勝（3連覇）                          |
| 2016年01月09日                               | 元祖!大食い王決定戦 全国縦断 新女王発掘戦〜札幌・福井・島根・佐賀編      | 大森砂奈     |                                                  |
| 2016年04月03日                               | 元祖!大食い王決定戦 爆食女王 新時代突入戦〜ハワイ編                      | もえのあずき | 中村ゆうじが番組MCを勇退                         |
| 2016年07月02日                               | 元祖!大食い王決定戦 全国縦断 新女王発掘戦〜新潟・青森・奈良・山口編      | 小崎美里     |                                                  |
| 2016年10月02日                               | 元祖!大食い王決定戦 世界をつかめ!炎の決戦〜オーストラリア編              | 檜山普嗣     | 照英が番組MCに就任                               |
| 2016年11月27日                               | 大食い世界一決定戦 炎の開幕!!日本代表は誰だ!?                            | [ 注 46 ]    |                                                  |
| 2017年01月01日                               | 国別対抗!大食い世界一決定戦                                              | [ 注 47 ]    | アメリカの優勝（4連覇）                          |
| 2017年01月07日                               | 元祖!大食い王決定戦 全国縦断 新女王発掘戦〜静岡・長崎・石川編            | 如月さくら   | 女性新人戦の決勝新記録（17杯）を達成             |
| 2017年05月14日                               | 元祖!大食い王決定戦 爆食女王 下剋上戦記〜ハワイ編                        | もえのあずき | 女王戦3連覇                                      |
| 2017年07月01日                               | 元祖!大食い王決定戦 全国縦断 新女王発掘戦〜富山・宮崎・広島編            | 小野かこ     |                                                  |
| 2017年10月15日                               | 元祖!大食い王決定戦 怪物ルーキー出現!最強王座強奪戦〜タイ編              | 鈴木隆将     | 照英が番組MCを降板 2度目の本選グランドスラム優勝 |

### 最強大食い王決定戦時代（2018年 - ）
本選とは別日に放送された予選大会および番外編は省略する。本選グランドスラム優勝は、本選の各勝負をすべて1位で通過したことを示す。
| 放送日         | 番組名                                          | 優勝者               | 備考                                                                       |
| -------------- | ----------------------------------------------- | -------------------- | -------------------------------------------------------------------------- |
| 2018年09月17日 | 大食い女王決定戦2018                            | 佐藤綾里             | 高橋みなみが番組MCに就任。佐藤は5年ぶりの優勝                              |
| 2019年05月01日 | 大食い女王決定戦2019                            | 菅原初代             | 決勝は本選1位の小野あこと指名された菅原による一騎打ち。菅原は9年ぶりの優勝 |
| 2020年01月12日 | 最強大食い王決定戦2020                          | 鈴木隆将             | 2017年秋以来約2年ぶりの男女混合戦。鈴木は3度目の本選グランドスラム優勝     |
| 2020年10月02日 | 大食い女王決定戦2020 爆食スター誕生!新人戦      | 海老原まよい         |                                                                            |
| 2021年07月23日 | 最強大食い女王決定戦2021                        | 菅原初代             | 最後の出場にして2度目の本選グランドスラム優勝                              |
| 2022年01月02日 | 新春!大食い女王決定戦2022〜爆食の新女王誕生SP〜 | ありのまんま         | 新人戦。女性新人戦の決勝タイ記録（17杯）を達成                             |
| 2023年05月04日 | 最強大食い王決定戦2023                          | 河田大志             | 約3年ぶりの男女混合戦。河田は本選グランドスラム優勝                        |
| 2024年04月29日 | 最強大食い王決定戦2024                          | ジェフリー・エスパー | 中村ゆうじがSP実況として復帰。初の海外選手の優勝                           |
| 2025年05月05日 | 最強大食い王決定戦2025                          | 木下智弘             | 2度目の本選グランドスラム優勝かつ13年ぶりの優勝                            |

## スタッフ

### 2025年5月5日放送分
- 構成：河野有、佐藤大地
- 編集：布山隆治（aai）
- MA：坂入寛章（aai）
- 音響効果：齋藤俊郎（OPUS-1）
- 技術：宮川量康（港家）、渡辺晃（パワービジョン）
- CG：安居院一展（アパッシュ）、前川陽介
- 美術：廣田徳弘（ING）[注 54]
- 美術協力：MILLMANIA
- リサーチ：神山敏博（フォーミュレーション）
- 海外コーディネート：TK Digital、FLY MEDIA、VIENTO、medix korea
- メイク：山田かつら[注 55]
- 番組宣伝：結城慶（テレビ東京）
- AP：遠藤充子[注 56]、中村益久（以上テレビ東京）
- 制作進行：田中雄大（ゼロクリエイト）、髙橋茉奈
- ディレクター：本道英門（えすと）、入山真也、木下大揮[注 56]、中川浩輔[注 56]、阿部梨花[注 56]（以上ゼロクリエイト）
- 演出：小口基輝[注 57]
- 総合演出：板川侑右（テレビ東京）
- プロデューサー：杠政寛（テレビ東京）、酒井英樹（ゼロクリエイト）、金澤豊
- チーフプロデューサー：越山進[注 58]（テレビ東京）
- 製作協力：Hearts
- 製作著作：テレビ東京

### 過去のスタッフ
- 構成：藤岡俊幸[注 59]、板坂尚
- 編集：城石光、近藤裕彦、中島拓也、土屋初枝、米澤武史（以上aai）
- MA：岡田晋一、藤田恵美、赤羽充（以上aai）
- 音響効果：小関尚孝（OPUS-1）、岡田貴志、斎藤裕之（以上マジカル）
- 技術：伊藤昌行（ライズカンパニー）、新井直樹、高橋勇士（以上港家）、田上良一（スタッフシルエット）、丸山宗広（パワービジョン）
- 美術：テレビ東京アート
- 美術協力：両国硝子工業所
- リサーチ：新見俊和、高野正策、内田一成、川山佳大（以上フォーチュンスープ）、石井千鶴、池谷諒、田中菜々緒、小暮翔、水田雄也、稲津大周（以上フォーミュレーション）
- コーディネーター：杉本彗（TK Digital）
- VTR編集：関井昭男（aai）
- TK：北村伊都子
- 番組宣伝：里見有紀恵、保科啓、野上次郎、河村彩子（以上テレビ東京）
- 制作進行：名波和浩、岩井秀行、村田知佳、岩崎秀紀、牧野奈穂子、三浦由舞、渋谷めぐみ、鈴木基仁、佐川雄一、吉村崇志、落合仁智子、三宅智也、卜部将斗、新井布由人、清水志織、藤田純奈、島津充希、坂本旬、酒井僚
- ディレクター：桑原宏次、長瀬雅和（以上テレビ東京）、市葉純一、橋本崇[注 60]、帆足誠仁（以上ゼロクリエイト）、立野明史（ロケットエンタテインメント）、後閑雄介、渡邊永人
- 演出：内山慶祐（ゼロクリエイト）
- 総合演出：溝田和史
- プロデューサー：岡田英吉、柴幸伸、鈴木拓也（以上テレビ東京）、石川修、伊織秀二、土田庄一（以上ゼロクリエイト）
- チーフプロデューサー：澤井伸之、角田康治（以上テレビ東京）
- 総合演出・プロデューサー：三沢大助（テレビ東京）
- 制作協力：ゼロクリエイト、ロジックエンターテインメント

## 出版物
- 大食い入門（単行本、全国大食い探究会著・ソニーマガジンズ、1994年10月発売）
- TVチャンピオン 大食い選手権（単行本、テレビ東京番組制作スタッフ著・双葉社、2002年3月発売）
- 元祖!大食い王決定戦 其の一 ~新時代の幕開け~（DVD、東宝、2010年3月19日発売）
- 元祖!大食い王決定戦 其の二 ~新爆食女王誕生~（DVD、東宝、2010年3月19日発売）

## ネット局

### 同時ネット局
テレビ東京系列
- テレビ東京
- テレビ北海道
- テレビ愛知
- テレビ大阪
- テレビせとうち
- TVQ九州放送(開局前はテレビ西日本での遅れ放送)

独立局
- 岐阜放送
- びわ湖放送
- 奈良テレビ
- テレビ和歌山